# Olegário Benquerença
Olegário Manuel Bártolo Faustino Benquerença (Leiria, 18 ottobre 1969) è un ex arbitro di calcio portoghese.

## Carriera
Arbitro nella massima divisione portoghese dal 1997, è stato nominato arbitro internazionale a partire dal 1º gennaio 2001.
Il 25 gennaio 2004 dirige la partita tra Vitoria S.C.-Benfica, dove ammonisce Miklós Fehér poco prima che quest'ultimo cada a terra, decendo in pochi minuti a causa di un tromboembolismo polmonare.
Nel 2006 viene promosso nella categoria élite degli arbitri UEFA (quella più prestigiosa).
Nel 2007 partecipa al Mondiale U-17 in Corea del Sud, dove arbitra quattro partite, compresa la finale per il terzo posto tra Ghana e Germania, vinta dai tedeschi per 2-1.
Nel settembre 2009 viene convocato, per la prima volta, in vista del Campionato mondiale di calcio Under-20 in programma in Egitto, e poche settimane dopo è designato in vista del ritorno dello spareggio per l'accesso ai Mondiali 2010 tra Ucraina-Grecia.
Nello stesso anno dirige la semifinale di Coppa UEFA Šachtar-Dinamo Kiev, mentre l'anno successivo arbitra la semifinale di andata della UEFA Champions League 2009-2010 tra Inter e Barcellona.
Nel giugno 2010 partecipa al Campionato mondiale di calcio 2010 in Sudafrica, dove dirige tre partite: Giappone-Camerun, Nigeria-Corea del Sud e il quarto di finale Uruguay-Ghana.
Il 31 dicembre 2014 viene ritirato dalle liste FIFA per raggiunti limiti di età, dopo una carriera internazionale durata 14 anni.